# Arjun Singh
Arjun Singh (Churhat, 5 de novembro de 1930 - Nova Deli, 4 de março de 2011) foi um político indiano, membro do Partido do Congresso Nacional Indiano. Ele foi o Ministro de Desenvolvimento de Recursos Humanos no gabinete de Manmohan Singh, entre 2004 e 2009.